# Белі Мурікі
Белі Лукай Мурікі (алб. Beli Lukaj Muriqi; нар. 4 грудня 1999, Аарау, Швейцарія) — колишній швейцарський футболіст, півзахисник.

## Життєпис

### Ранні роки
Футболом розпочав займатися у футбольній команді рідного міста, «Аарау», де виступав до 31 серпня 2017 року, після чого приєднався до молодіжної академії клубу італійської Серії А «Лаціо». Дебютував за молодіжну академії «Лаціо» 13 січня 2018 року впрограному (1:3) виїзному матчі проти «Торіно», в якому вийшов у стартовому складі та відзначився єдиним голом своєї команди.

### «Скендербеу»
31 січня 2020 року приєднався до представника албанської Суперліги «Скендербеу». Дванадцять днів по тому вперше потрапив на лаву запасних «Скендербеу», у поєдинку другого раунду Кубку Албанії 2019/20 проти «Беси» (Кавая). Окрім цього матчу, вісім разів виходив потрапляв на лаву запасних, але без можливості дебютувати за команду.

### «Зімбру»
7 березня 2022 року приєднався до представника Національного дивізіону Молдови «Зімбру» (Кишинів), де отримав футболку з 20-м ігровим номером. Дебютував за новий клуб 3 квітня 2022 року в нічийному (0:0) виїзному матчі проти «Динамо-Авто», в якому вийшов у стартовому складі.

## Особисте життя
Народився в швейцарському місті Аарау в родині косовських албанців, які походять з Печа.